# Aufderhöhe
Aufderhöhe ist der südwestlichste Stadtteil der nordrhein-westfälischen Großstadt Solingen. Zusammen mit den Stadtteilen Ohligs und Merscheid bildet er den einwohnerreichsten Stadtbezirk Ohligs/Aufderhöhe/Merscheid. Der Ortsname wird für gewöhnlich auf der Silbe auf betont und nicht auf der Silbe höhe.
Namensgeberin des heutigen Stadtteils ist die alte Hofschaft Aufderhöhe, die in der ersten Hälfte des 17. Jahrhunderts erstmals urkundlich erwähnt wurde. Ab dem 19. Jahrhundert war Aufderhöhe zunächst geteilt, der Norden stand fortan unter Merscheider/Ohligser Verwaltung, der Süden, Osten und Westen unter der von Höhscheid. In der immer dichter werdenden Bebauung verschwammen die Grenzen der beiden Städte zusehends, im Jahre 1929 wurde aus den verschiedenen Einzelstädten die neue Großstadt Solingen. Das ursprünglich ländlich geprägte und nur durch einzelne Höfe besiedelte Gebiet Aufderhöhes avancierte zu einer der bevorzugten Wohngegenden Solingens und seit der Nachkriegszeit sind dort zahlreiche Neubaugebiete entstanden, die heute das Bild des Stadtteils prägen, beispielsweise am Börkhauser Feld, in Löhdorf, in Wiefeldick oder am Siebels. 
Bekannt ist Aufderhöhe vor allem für die St.-Reinoldi-Kapelle zu Rupelrath, deren Wurzeln vermutlich am Anfang des 15. Jahrhunderts liegen.:1

## Geographie
Aufderhöhe liegt im Westen der zum Süderbergland gehörenden Mittelbergischen Hochflächen. Devonische Schiefer, Grauwacken und Sandsteine sind dort von Sand-, Kies- oder Schotteraufschüttungen der Rheinhauptterrasse überlagert. Der heutige Stadtteil bestand ursprünglich aus mehreren Hofschaften, die auf und um die Ausläufer eines Höhenzugs auf etwa 100 bis 130 Metern über NHN lagen. Nach Nordwesten fällt der Höhenzug zur Bergischen Heideterrasse und somit zur Niederrheinischen Bucht ab.:1

### Nachbarstädte und -stadtteile
Aufderhöhe liegt im Südwesten von Solingen. Angrenzende Nachbarstädte sind südlich Leichlingen im Rheinisch-Bergischen Kreis und im Westen die Stadt Langenfeld im Kreis Mettmann. Im Norden grenzt der Solinger Stadtteil Ohligs an Aufderhöhe, im Osten teilen sich Höhscheid und Aufderhöhe eine Grenze. Die mittlere Entfernung zum Solinger Stadtzentrum beträgt acht Kilometer.

### Stadtteilstruktur und Ortsteile

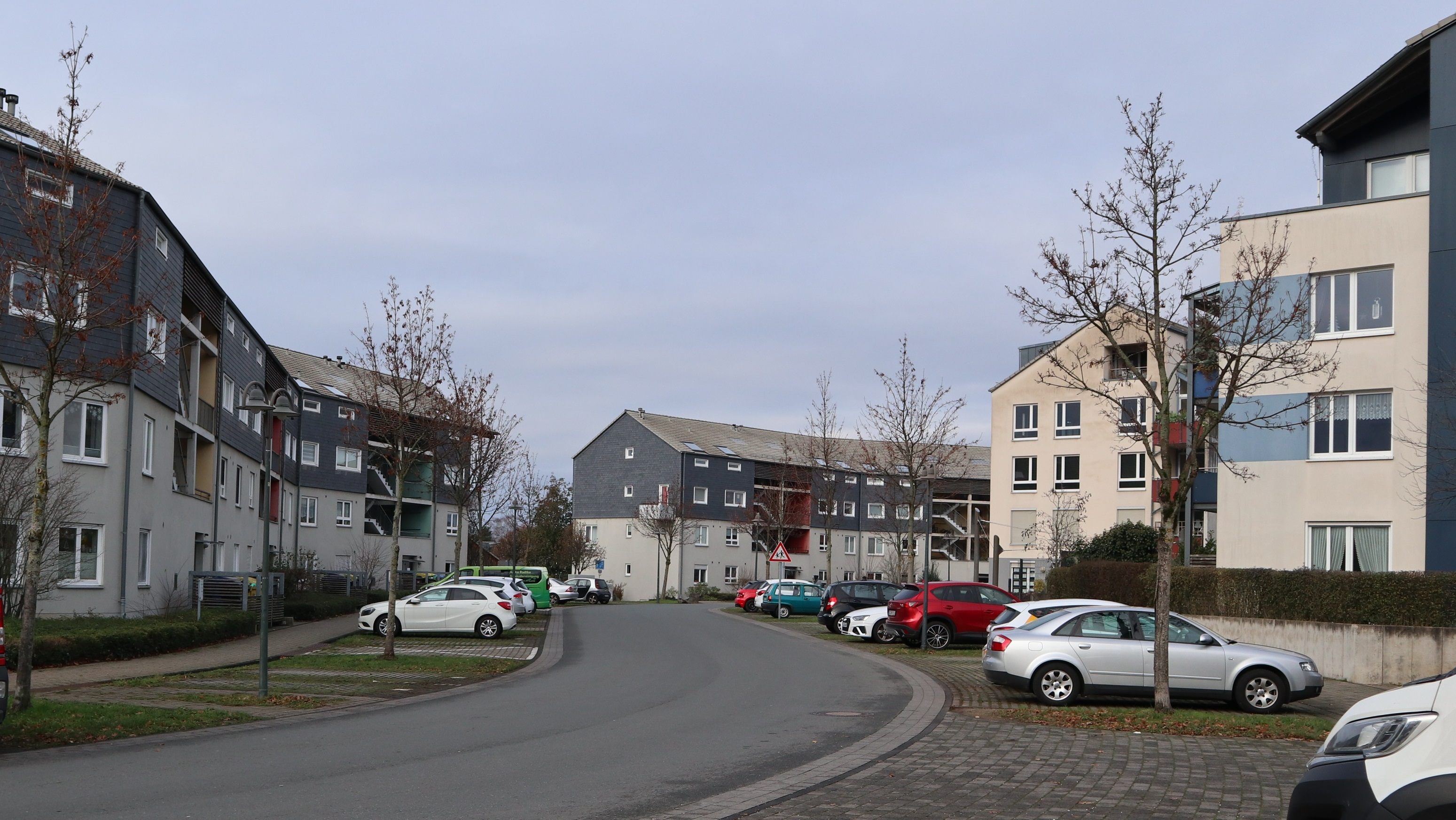
Börkhauser Feld

Aufderhöhe war noch bis in die Mitte des 20. Jahrhunderts ländlich geprägt und die Besiedelung erfolgte traditionell dezentral in Form kleinerer Ortslagen und Hofschaften. Ab der zweiten Hälfte des 20. Jahrhunderts wurde der Stadtteil eine der bevorzugten Wohnlagen in Solingen. Begünstigt haben diese Entwicklung die ausreichende Verfügbarkeit von geeignetem Bauland sowie die im Vergleich zu den übrigen Stadtteilen weniger zerklüftete Topographie. Für die heutige Stadtteilstruktur kennzeichnend sind daher große und geplante Ein- und Mehrfamilienhaussiedlungen, in denen viele der einstigen Hofschaften aufgegangen sind.:1 Im Einzelnen liegen folgende Ortsteile im heutigen Stadtteil Aufderhöhe, auch wenn die Grenzen zu Merscheid und Ohligs nicht klar definiert sind:
Aufderbech | Auenberg | Birkendahl | Börkhaus | Brand | Brücke | Delle | Eickenberg | Gillich | Gosse | Greuel | Haalsiepen | Heipertz | Hensberg | Höher Heide | Horn | Holzhof | Holzkamp | Hülsen | Hütte | Jammertal | Josefstal | Kesselsweiher | Landwehr | Landwehrhöhe | Linde | Löhdorf | Nacker Küllenberg | Neu-Löhdorf | Nußbaum | Pohligshof | Riefnacken | Rupelrath | Schlagbaum | Schorberg | Siebels | Straßen | Steinendorf | Teschenhöhe | Wachssack | Wiefeldick

## Geschichte

### Vorgeschichte
Auf dem Gebiet des heutigen Stadtteils Aufderhöhe gibt es einige Bodenfunde aus vorgeschichtlicher Zeit. Darunter befinden sich der Fund eines mittelsteinzeitlichen Wohnplatzes östlich der Hofschaft Birkendahl. Nördlich von Birkendahl fanden sich mehrere jungsteinzeitliche Einzelfunde. Ein Fund aus der Bronzezeit gelang nahe der St.-Reinoldi-Kapelle in Rupelrath.:1

### Siedlungsursprünge bis 18. Jahrhundert

Fachwerkhäuser der Hofschaft Aufderhöhe
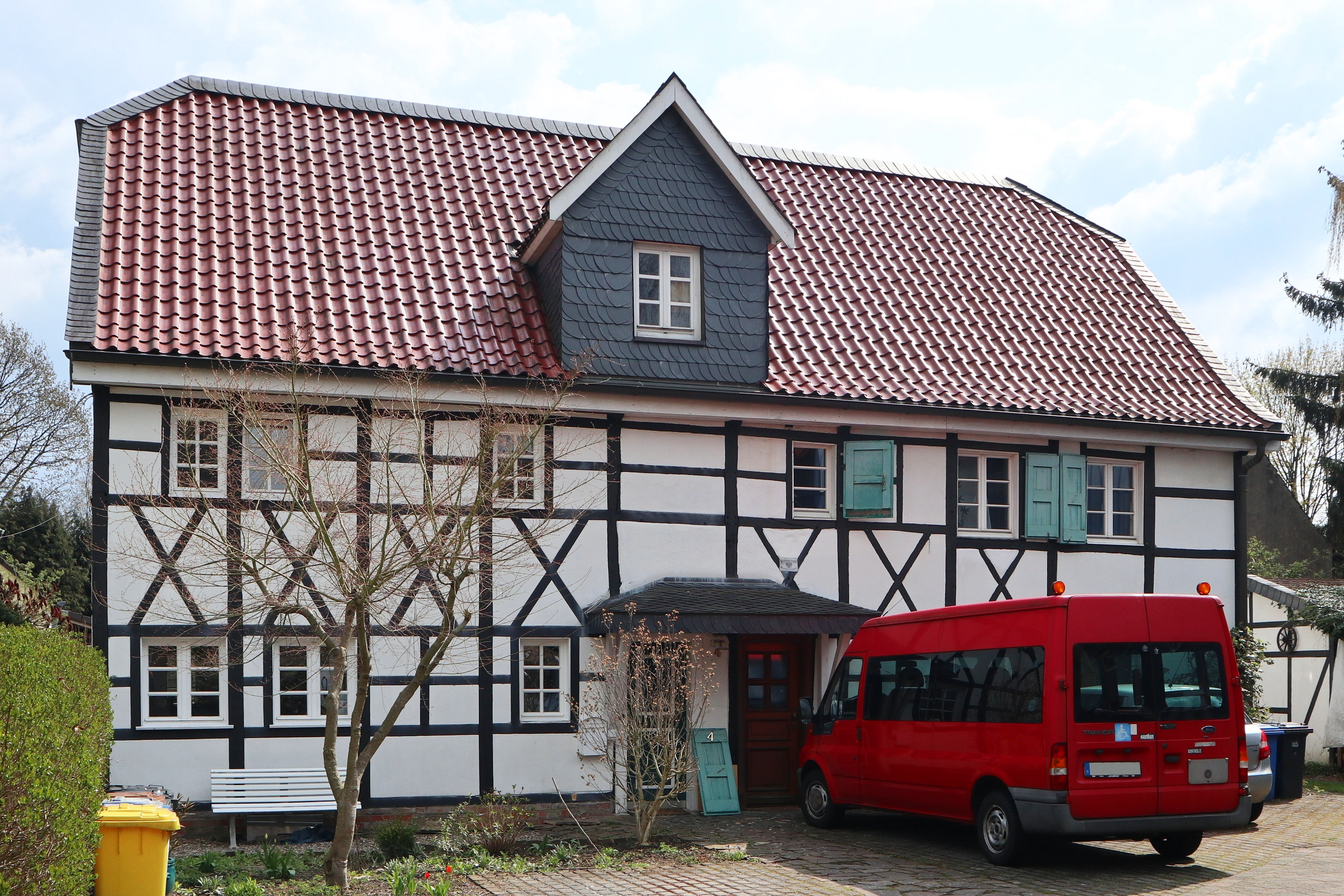
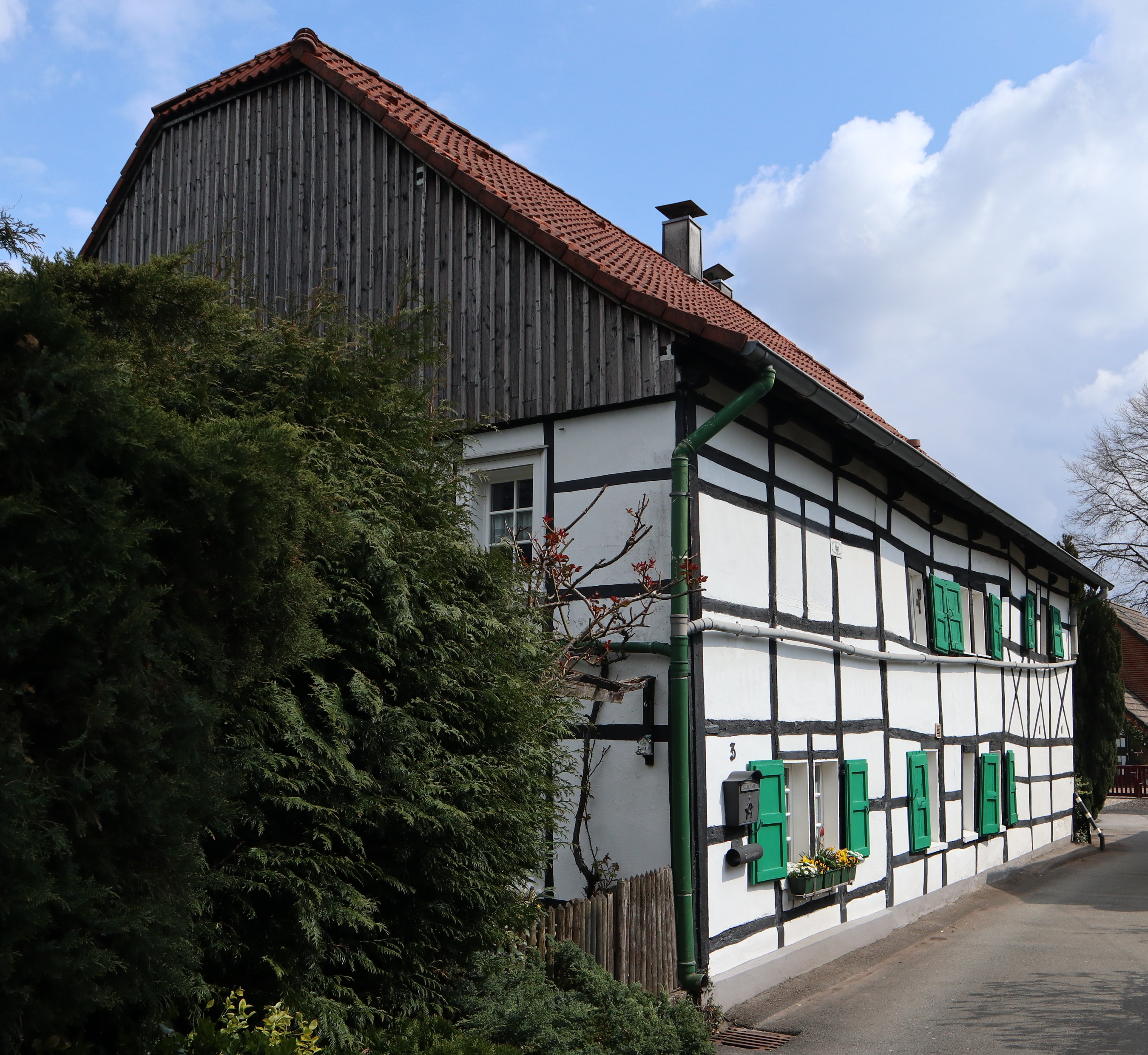

Das Bergische Land blieb aufgrund seiner dichten Wälder und seiner mitunter anspruchsvollen Topografie lange Zeit unbesiedelt, die Römer drangen seinerzeit nur bis Köln vor. Erst ab dem 7. Jahrhundert breiteten sich die Menschen auch in die schwieriger urbar zu machenden Gebiete jenseits des Rheins aus. Mit ihrer Ansiedelung gingen erste Klostergründungen einher und das Gebiet wurde nach und nach christianisiert.
Wie im gesamten Bergischen Raum herrschte auch in Aufderhöhe über Jahrhunderte zumeist die Einzelhofbesiedelung vor, die sich an dazu geeigneten Orten zu Weilern verdichtete, die im Bergischen Land bis heute typischerweise Hofschaften genannt werden. Eine dieser Hofschaften entstand auf der Erhebung zwischen Landwehr und dem Hof Brücke südlich von Hackhausen. Die geographische Lage brachte den Namen auf der Höhe mit sich, der bereits 1642 urkundlich erwähnt wurde. In der Karte von Erich Philipp Ploennies aus dem Jahre 1715 wird der Ort als Höh genannt. Der noch vorhandene Teil der Hofschaft Aufderhöhe mit mehreren denkmalgeschützten Fachwerkhäusern befindet sich heute an einer Stichstraße abseits der Aufderhöher Straße, die den Namen Aufderhöhe trägt.:7
Auf dem Handelsweg von Köln beziehungsweise dem Bergischen Hafen Hitdorf nach Solingen, Wald und Gräfrath war Aufderhöhe, auch vielfach Kölsche Höh genannt, der erste Rastpunkt nach dem starken Anstieg aus der Rheinebene. Der Weg führte über die heutige Opladener Straße über Löhdorfer und Mangenberger Straße nach Solingen beziehungsweise Wald. In Löhdorf bestand eine Straßenzollstelle.:1
Zwischen 1752 und 1754 wurde der neue Rheinweg von Höhscheid nach Aufderhöhe gebaut (die heutige Bundesstraße 229),:1 dadurch verlagerte sich der Verkehr; die Löhdorfer Straße verlor an Bedeutung. Die Wegezollstelle wurde von Löhdorf zum Schlagbaum verlegt, an dem die Straße von Brücke die Höhe erreichte. Viele Jahre lang hieß die Gegend dort Am Schlagbaum oder auch An dr Gottemüöhl, benannt nach der dortigen Grützenmühle, die baulich heute noch aus den Doppelhäusern Aufderhöher Straße 89 und 91 besteht. Unter Napoleon wurde der neue Rheinweg zur Chaussee, indem Bäume der Straßenführung entlang gepflanzt wurden. Aus diesem Grund hielt sich viele Jahre lang die Sage, dass Napoleon diese Straße zuerst errichtet habe. Einer der letzten dieser Bäume wurde um 1985 in Höhe der Grundschule Aufderhöhe aufgrund fehlender Standsicherheit gefällt.:2
Bis 1806 gehörte Aufderhöhe, ebenso wie Löhdorf, Steinendorf, zur Straßen und Küllenberg zur Honschaft Barl – die schon im Jahre 980 erstmals urkundlich erwähnt wurde – und damit zum Kirchspiel Wald; Grenze zum Kirchspiel Solingen war der Nacker Bach. Beide Kirchspiele gehörten zum Amt Solingen, welches eines von 19 Ämtern innerhalb des Herzogtums Berg war, das seit 1742 vom Kurfürsten von Bayern regiert wurde.

### 19. Jahrhundert
Durch die Erbteilungen des Gutes Weltersbach und die Aufteilung der Richrather Gemarke, also das Gebiet von der Gillich, dem Landwehrberg, der Höher Heide und der Nußbaumstraße an die Nutzungsberechtigten der angrenzenden Hofschaften begann für Aufderhöhe eine beachtliche Entwicklung. Die bisher führende Hofschaft Löhdorf verlor mehr und mehr an Bedeutung. Waren es 1816 an der Aufderhöher Straße vom Schlagbaum bis zur Teschenhöhe kurz vor dem Landwehrberg noch acht Wohnhäuser, waren es 1885 bereits über 50.:3

Stadtgrenzen (bis 1929), heute Gemarkungsgrenzen in Solingen

Am 15. März 1806 trat Kurfürst Maximilian IV. Joseph das Herzogtum Berg an Napoleon ab. Dabei wurden neue Verwaltungseinheiten geschaffen. Auch zwischen den Kirchspielen Wald und Solingen erfolgte ein Austausch, alle Hofschaften südlich der Löhdorfer Straße und westlich der heutigen Nußbaumstraße wurden dem Kirchspiel Solingen zugeteilt. Am 14. November 1808, nach Bildung der Mairien, also den Bürgermeistereien, geriet der ehemalig zum Kirchspiel Solingen gehörende Teil an die neue Mairie Höhscheid, der andere Teil an die neue Mairie Merscheid, die als Stadtgemeinde am 31. August 1891 in Ohligs umbenannt wurde. Nachdem das Großherzogtum Berg durch den Wiener Kongress an das Königreich Preußen gefallen war, wurden die Mairien in Bürgermeistereien umbenannt, die dann mit Erlass der Rheinischen Städteordnung vom 15. Mai 1856 zu Stadtgemeinden erhoben wurden.:4
Im Jahre 1828 lebten in der Hofschaft Aufderhöhe 104 Menschen. 1832 waren es 125, 1871 bereits 345. Im Jahre 1895 zählte die Hofschaft 506 Einwohner und war damit nach Untenwiddert die zweitdichtbesiedeltste Hofschaft in Höhscheid.:2
Die alte Honnschaftsschule Barl befand sich in Löhdorf, deren Gebäude das heutige Haus Löhdorfer Straße 299 war, bis 1822 in Neu-Löhdorf eine neue Schule gebaut wurde – das heutige Haus der Jugend an der Friedenstraße. Noch bis 1895 gingen die Kinder aus den abgetrennten Honnschaftsteilen nach Neu-Löhdorf in die Schule (sogenannte Prozentschule), bis dann in Aufderhöhe eine neue Schule gebaut wurde.:5
Um 1800 bestanden in Aufderhöhe drei Wirtschaften, die teilweise von durchmarschierenden französischen Truppen stark geschädigt wurden. Wenig später waren es fünf bis sechs, die immer mehr das gesellschaftliche Leben an sich zogen. So verlagerten sich auch die Kirmessen von Rupelrath immer mehr in den Bereich Aufderhöhe. Diese Wirtschaften bildeten auch bald die Stützpunkte der verschiedenen Vereine, die im Laufe der Jahre in Aufderhöhe entstanden. Vor allem aber, als der Wirt Ferdinand Hinrichs nach einem Lotteriegewinn etwa 1870 einen geräumigen Saal an seine Wirtschaft, den heutigen Bergischen Hof, anbaute und der Wirt Machenbach an der Ecke Aufderhöher und Löhdorfer Straße ihm alsbald folgte. Aber auch die Wirtschaft von Carl Julius Machenbach, das heutige Lokal Zur Post, und die Wirtschaft Lüttges waren beliebte Treffpunkte.:6
1844 wurde die bisherige Briefsammelstelle in Aufderhöhe Postexpedition. Die seit 1841 über Aufderhöhe geführte Schnellpost von Berlin nach Köln wurde zwar 1844, die Fahrpost 1847 eingestellt, die Personenpost von Solingen über Aufderhöhe nach Langenfeld verkehrte jedoch noch bis 1905. Von 1913 an bestand die elektrische Straßenbahn von Höhscheid nach Landwehr, die Landwehrbahn.
Zwischen 1864 und 1867 ließ die Bergisch-Märkische Eisenbahn-Gesellschaft die Bahnstrecke zwischen Deutz und Gruiten errichten, die bei Landwehr auch über Höhscheider Stadtgebiet führte. Im Jahre 1894 eröffnete zwischen den Stationen Ohligs und Leichlingen der Bahnhaltepunkt Landwehr, mit dem die Stadt Höhscheid erstmals Anschluss an das Eisenbahnnetz erhielt. Fernab des Höhscheider Zentrums gelegen, hatte er für die dortige Wirtschaft nur einen geringen Nutzen.:1

### 20. Jahrhundert bis heute
Die Hofschaft Aufderhöhe wurde, nicht zuletzt durch ihre zentrale Lage, im Laufe der Zeit zum Zentrum des gesamten Gebietes, die Grenze zwischen der Stadt Höhscheid und der Stadt Ohligs wurde kaum noch als solche empfunden, abgesehen davon, dass verschiedene Schulen besucht wurden und die einen ihre Steuern zum Finanzamt Solingen, die anderen nach Ohligs bringen mussten. Durch die Städtevereinigung 1929 rückten diese noch enger zusammen.
Die heutige Autobahn 3 zwischen Langenfeld und Hilden wurde im Jahre 1936 erbaut, die im äußersten Westen auch über Solinger Stadtgebiet verläuft. Die Autobahnanschlussstelle Solingen in Langenfeld-Wiescheid, nahe der Stadtgrenze zu Aufderhöhe, wurde im gleichen Jahr eingeweiht.:1
Im März/April 1945 hatte Generalfeldmarschall Walter Model für einige Tage während des Ruhrkessels in Aufderhöhe sein Hauptquartier. Kurz darauf wurde Solingen von den Amerikanern befreit.:7

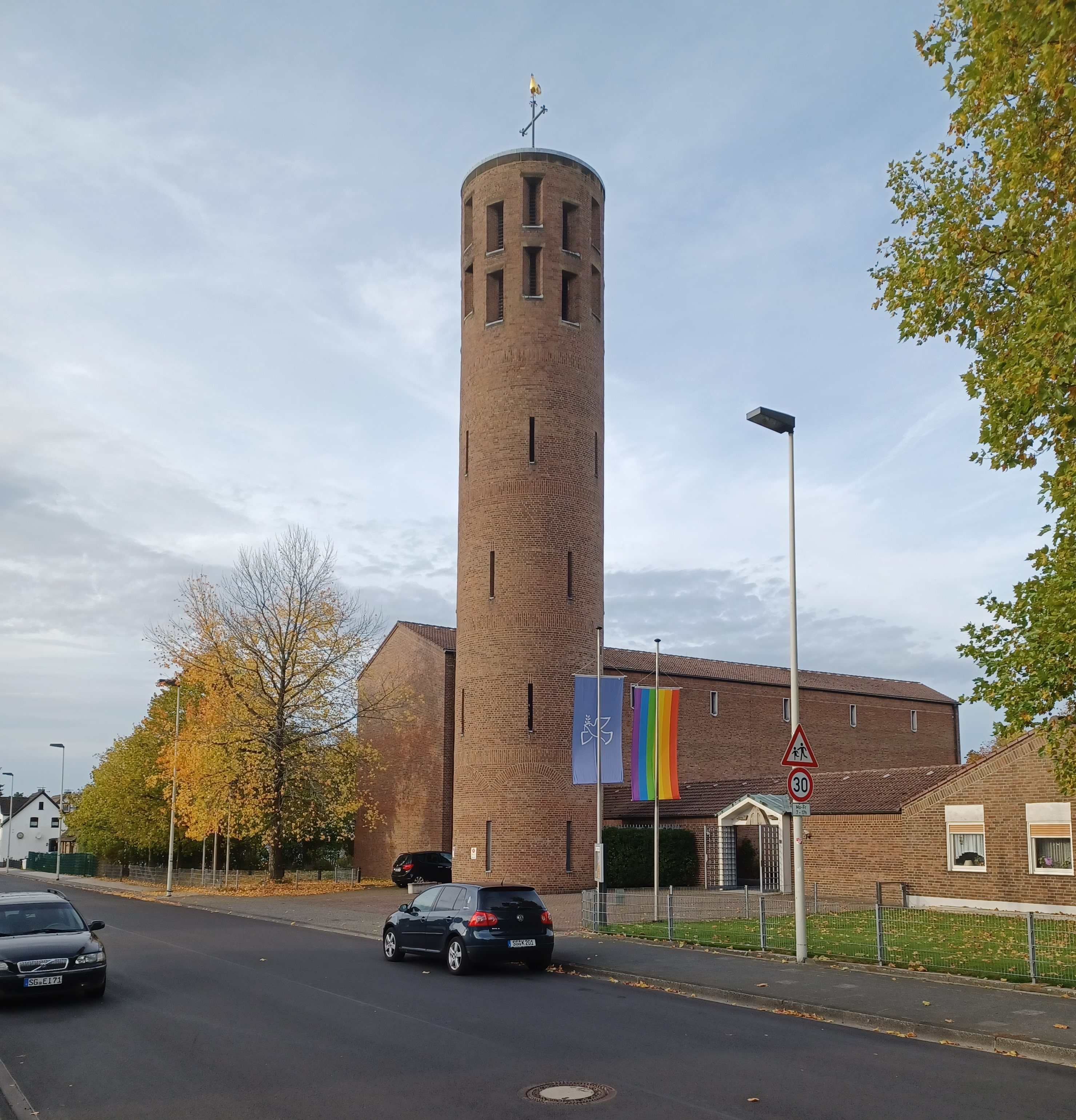
Kath. Kirche Liebfrauen, erbaut 1960

In der Nachkriegszeit entstanden um den alten Aufderhöher Kern einige Neubaugebiete. Dies sind beispielsweise die Siedlung am Goldberger Weg beziehungsweise an der Höher Heide, in Löhdorf, am Wiefeldick sowie ebenfalls neue Industrie- und Gewerbegebiete wie etwa das am Höhscheider Weg. Große Einzelhandelskonzerne ließen sich an der Friedenstraße nieder. Die alte katholische Kirche an der Wiefeldicker Straße wurde nach Kriegszerstörung 1960 abgebrochen. An gleicher Stelle entstand die neue katholische Liebfrauenkirche, deren Grundsteinlegung am 26. Juni 1960 erfolgte. Eingeweiht werden konnte das Gotteshaus am 24. Dezember 1960.
1976 diskutierte man in der Politik, eine vierspurige Ausfallstraße durch Aufderhöhe zu bauen. Den ersten und einzigen Ausbau kann man heute noch an der Straße Schwarze Pfähle sehen. Der weitere Ausbau sollte dann weiter über die Frieden-, Löhdorfer, Aufderhöher und Landwehrstraße gehen. Man glaubte damals, dass Solingen bald 220.000 Einwohner hätte. Dagegen sind es heute tatsächlich etwa 160.000. Dem Ausbau wäre im Aufderhöher Ortskern neben vielen Gebäuden auch das Lokal Bergischer Hof zum Opfer gefallen. Die Aufderhöher Straße wurde dann im Gegensatz zu den damaligen Plänen ab 1994 von der Brücke bis zur Einmündung Löhdorfer Straße und ab 2001 von dort bis zum Ortseingang am Landwehrberg zurückgebaut, wofür jeweils etwa drei Jahre der Verkehr massiv behindert wurde.:8 Im Zuge der Rückbaumaßnahmen wurde am 1. September 2003 der neue Aufderhöher Busbahnhof eingeweiht.:79
Im Jahre 1993 wurde das Solinger Oberleitungsbusnetz ein letztes Mal umfassend erweitert. Im Zuge dessen wurden die Linien 685 und 686 elektrifiziert, die nach verschiedener Linienführung in der Stadtmitte im Verlauf der Mangenberger Straße zusammenlaufen und ihre Endhaltestelle in Aufderhöhe haben. Die Einweihung der Linien wurde am 22. August 1993 gefeiert.:69
Nach der stürmischen Entwicklung seit den 1950er Jahren mit einer regen Bautätigkeit, dem Zuzug einer großen Anzahl von Neu-Aufderhöhern und der Ansiedlung von Fabriken, Firmen und Großkaufhäusern versteht man heute unter Aufderhöhe den gesamten Bezirk, in welchem die alten Hofschaften, die einst das Kennzeichen dieses ländlichen Gebietes waren, durch die dichte Bebauung nahezu verschwinden. Da in dem Stadtteil das Grün überwiegt, wird gelegentlich vom Kurort Aufderhöhe gesprochen.
Ab 1999 errichtete der Spar- und Bauverein Solingen am Börkhauser Feld eine neue Großwohnsiedlung im Westen Aufderhöhes. Das jüngste Siedlungsbauprojekt ist die Neubausiedlung Am Siebels, das 2018 fertiggestellt wurde.

## Wirtschaft
Wie im gesamten oberen Kreis Solingen wurde auch in den Hofschaften des Aufderhöher Raums dem Klingenhandwerk nachgegangen. In der Anfangszeit waren es vor allem Schwerter und andere Blankwaffen, die die Schleifer in ihren Kotten an den zahlreichen Bachläufen produzierten und nach ganz Mitteleuropa exportierten. Über die Jahrhunderte verloren die Schwerter an Bedeutung; Messer, Bestecke, Scheren nahmen ihre Stelle ein und bürgten ihrerseits für die Qualität Solinger Stahlwaren. Noch immer haben einige Firmen der Branche ihren Sitz in Aufderhöhe. Dies sind unter anderem Felix Solingen, Puma, Herbertz, Kretzer Scheren, Triangle und Gebrüder Stamm.
Rund um Aufderhöhe befinden sich einige Gewerbe- und Industriegebiete, so etwa An den Eichen, an der Schorberger Straße, am Höhscheider Weg oder an der Schmalzgrube. Viele Aufderhöher Unternehmen sind auch an der Höhenrückenstraße nach Solingen, der Löhdorfer beziehungsweise Mangenberger Straße angesiedelt. Auch andere Branchen als die Schneidwarenindustrie haben inzwischen in Aufderhöhe Fuß gefasst. So haben zum Beispiel auch item Industrietechnik, Küchenprofi, gesta-direktwerbung und Herbert Schmidt Oberflächentechnik (HSO) ihren Sitz in Aufderhöhe. Der größte Arbeitgeber im Stadtteil ist aber das Diakonische Werk Bethanien, das an der Aufderhöher Straße mit dem Krankenhaus Bethanien eine Fachklinik für Lungenheilkunde unterhält.

## Verkehr und Infrastruktur

### Verkehr
Die nächste Autobahnanschlussstelle Solingen befindet sich einen Kilometer südwestlich von Landwehr an der A 3 auf dem Gebiet der Stadt Langenfeld. Da sich an die Anschlussstelle Solingen auch direkt das Langenfelder Dreieck anschließt, lässt sich auf diesem Wege auch die A 542 erreichen. Das Hildener Kreuz (A 3/A 46) mit der Ausfahrt Hilden liegt etwa zehn Kilometer nordwestlich von Aufderhöhe. Die Bundesstraße 229 verläuft auf ihrem Weg von Langenfeld nach Höhscheid über Aufderhöhe.
Mehrere, zum Teil im O-Busbetrieb verkehrende Buslinien verbinden Aufderhöhe mit Solingen-Mitte, den anderen Stadtteilen und den umliegenden Städten. Zentraler Umstiegspunkt ist dabei der Aufderhöher Busbahnhof.

### Infrastruktur
Neben einigen Kindergärten befindet sich in Aufderhöhe sowie in Löhdorf eine städtische Grundschule sowie eine Dependance der Geschwister-Scholl-Gesamtschule. In Aufderhöhe gibt es mehrere Kirchen: Die katholische Liebfrauenkirche am Wiefeldick, die evangelische Friedenskirche in Löhdorf, die evangelische Kirche an der Opladener Straße sowie die Kapelle St. Reinoldi in Rupelrath.
In Aufderhöhe betreibt das Diakonische Werk Bethanien das Krankenhaus Bethanien als Fachklinik für Lungenheilkunde und Zentrum für Schlaf- und Beatmungsmedizin. Das Evangelische Altenzentrum liegt an der Matthias-Claudius-Straße. Die Löscheinheit 2 der Freiwilligen Feuerwehr Solingen unterhält in Rupelrath ein eigenes Feuerwehrhaus.

## Kultur und Sehenswürdigkeiten

### Freizeitpark Aufderhöhe (in Planung)

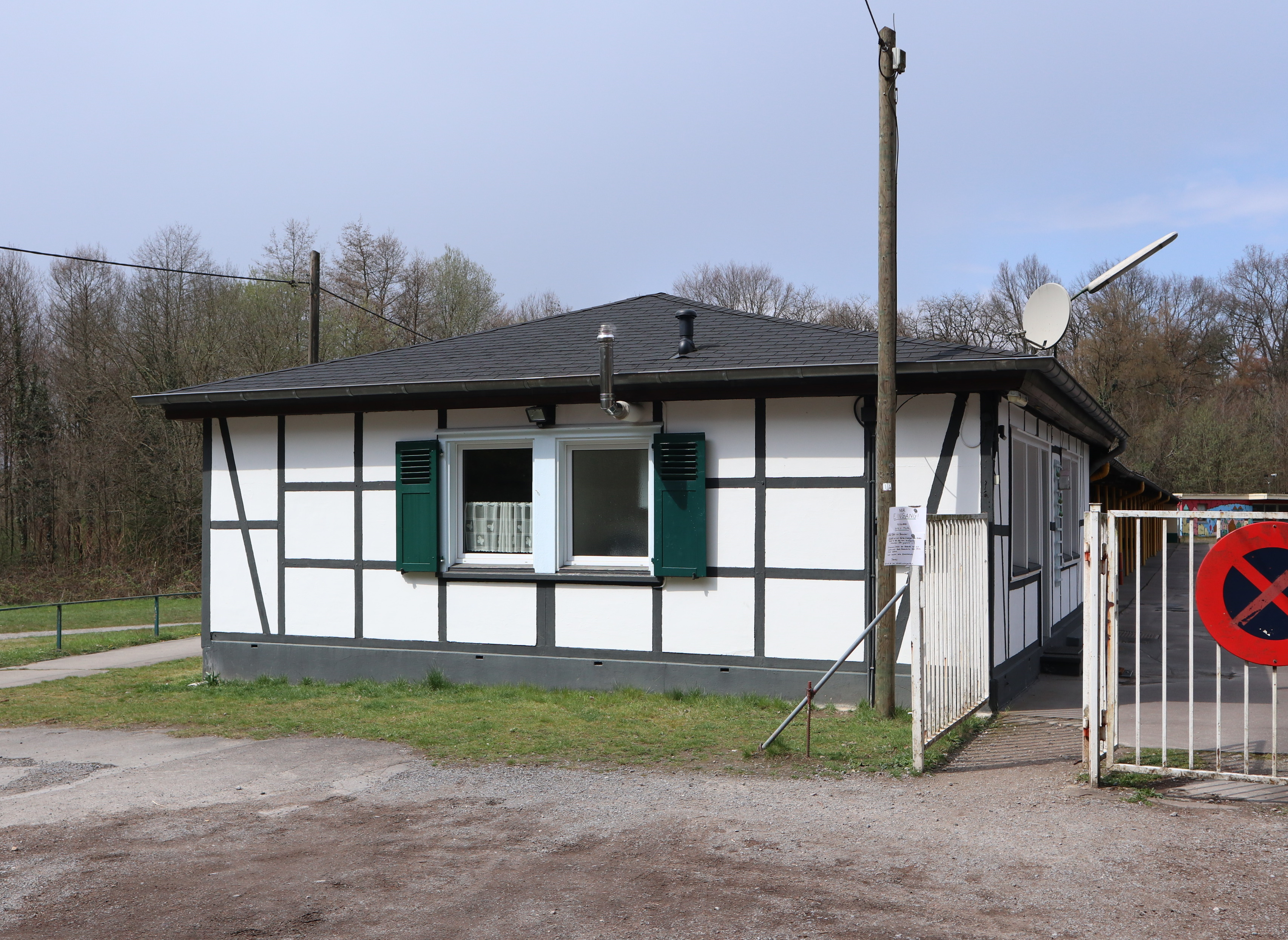
Ehemaliges Freibad

Im Talgrund des Josefstals entstand 1923 aus einem natürlichen Weiher das Freibad Kesselsweiher. Ab 1935 wurde das inzwischen als Horst-Wessel-Bad bezeichnete Freibad in städtisches Eigentum übernommen. Nach dem Zweiten Weltkrieg wurde es wieder als Freibad Kesselsweiher, später einfach als Freibad Aufderhöhe bezeichnet. Aufgrund hohen Sanierungsbedarfes und fehlender finanzieller Mittel wurde es nach Ende der Badesaison 1990 geschlossen. Das Freibadgelände mit dem Schwimmbecken wurde später durch die Stadt Solingen renaturiert, erhalten blieben ein Sprungturm sowie die Kassen- und Umkleidegebäude des Freibads.
Seit 1996 engagiert sich ein Bürgerverein für die Umwandlung des ehemaligen Freibadgeländes in ein neues Freizeitgelände. Gegen die dafür erforderliche Änderung des Bebauungsplanes ging ein Anwohner aufgrund angeblich unzureichendem Lärmschutz jahrelang gerichtlich vor. Ende 2019 erteilte die Bezirksregierung Düsseldorf schließlich die Erlaubnis zur Errichtung des neuen Freizeitgeländes. Im Sommer 2020 wurde bekannt, dass gegen den Bebauungsplan als Satzung ein Normenkontrollverfahren vor dem Oberverwaltungsgericht Münster anhängig ist, das das Projekt erneut verzögert. Nach Abschluss der Rechtsstreitigkeiten wurde die Baugenehmigung für den Freizeitpark schließlich im April 2025 erteilt.

### Bauwerke

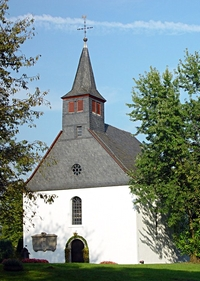
Kapelle St. Reinoldi

Auf dem Gebiet des heutigen Stadtteils Aufderhöhe befinden sich rund 50 Bauwerke, die in die Solinger Denkmalliste eingetragen sind. Darunter befinden sich hauptsächlich bergische Fachwerkhäuser jeder Art und Bedeutung, die sich dezentral in den verschiedenen Hofschaften befinden. Auch die oben abgebildeten Gebäude in der ehemaligen Hofschaft Aufderhöhe, das kleine Fachwerkhaus Wiefeldick 12 sowie der Bergische Hof stehen unter Denkmalschutz. Die meisten dieser Fachwerkhäuser stammen aus dem 18. oder 19. Jahrhundert. 
Das bedeutendste Bauwerk in Aufderhöhe ist die Kapelle St. Reinoldi in Rupelrath. Das evangelische Gotteshaus nahe der Stadtgrenze zu Langenfeld ist eines der ältesten erhaltenen Bauwerke auf heutigem Solinger Stadtgebiet, Teile des Gebäudes stammen noch aus dem 14. Jahrhundert. Angrenzend an die Kapelle befindet sich ein alter Friedhof.

### Vereine und Feste
In Aufderhöhe sind unter anderem der TSV Solingen-Aufderhöhe sowie der Schützenverein 1885 e. V. Solingen-Aufderhöhe ansässig.
Außerdem finden mehrere kleinere Feste in Aufderhöhe statt. Zu nennen sind das Ende Juni/Anfang Juli stattfindende Feuerwehr-Gartenfest der Freiwilligen Feuerwehr Löscheinheit 2, das Pfarrfest der katholischen Kirchengemeinde Liebfrauen am letzten Sonntag vor den Sommerferien, das Gemeindefest der evangelischen Kirchengemeinde Rupelrath sowie das Schützen- und Volksfest am ersten Sonntag im September.